# Alte Schule (Obertiefenbach)
Die Alte Schule zu Obertiefenbach ist ein markantes Gebäude im Ortsteil Obertiefenbach der hessischen Gemeinde Beselich im Landkreis Limburg-Weilburg. Sie war bis Jahresende 2019 im Eigentum der Katholischen Kirchengemeinde St. Ägidius Beselich-Obertiefenbach im Bistum Limburg. Seit Jahresanfang 2020 gehört sie zur Kirchengemeinde St. Johannes Nepomuk Hadamar.
Die Alte Schule befindet sich im Zentrum des Ortes in der Straße „An der Kirche“ auf dem Kirchberg.
Im Schulgebäude in der Nähe der neugotischen katholischen Pfarrkirche St. Ägidius wurden am 5. November 1873 erstmals Schulkinder aufgenommen. Ab diesem Zeitpunkt unterrichtete das Lehrpersonal in den Schultypen Volksschule, Hauptschule oder Grundschule 110 Jahre lang bis zur Eröffnung der heutigen Grundschule Beselich im Sommer 1983 die Obertiefenbacher Kinder in diesem markanten Bauwerk. Es wird als „Alte Schule“ bezeichnet und wird inzwischen als Pfarrheim des Kirchortes „St. Ägidius“ genutzt.

## Geschichte

Schüler an der Volksschule im Jahr 1902

### Situation vor dem Schulbau

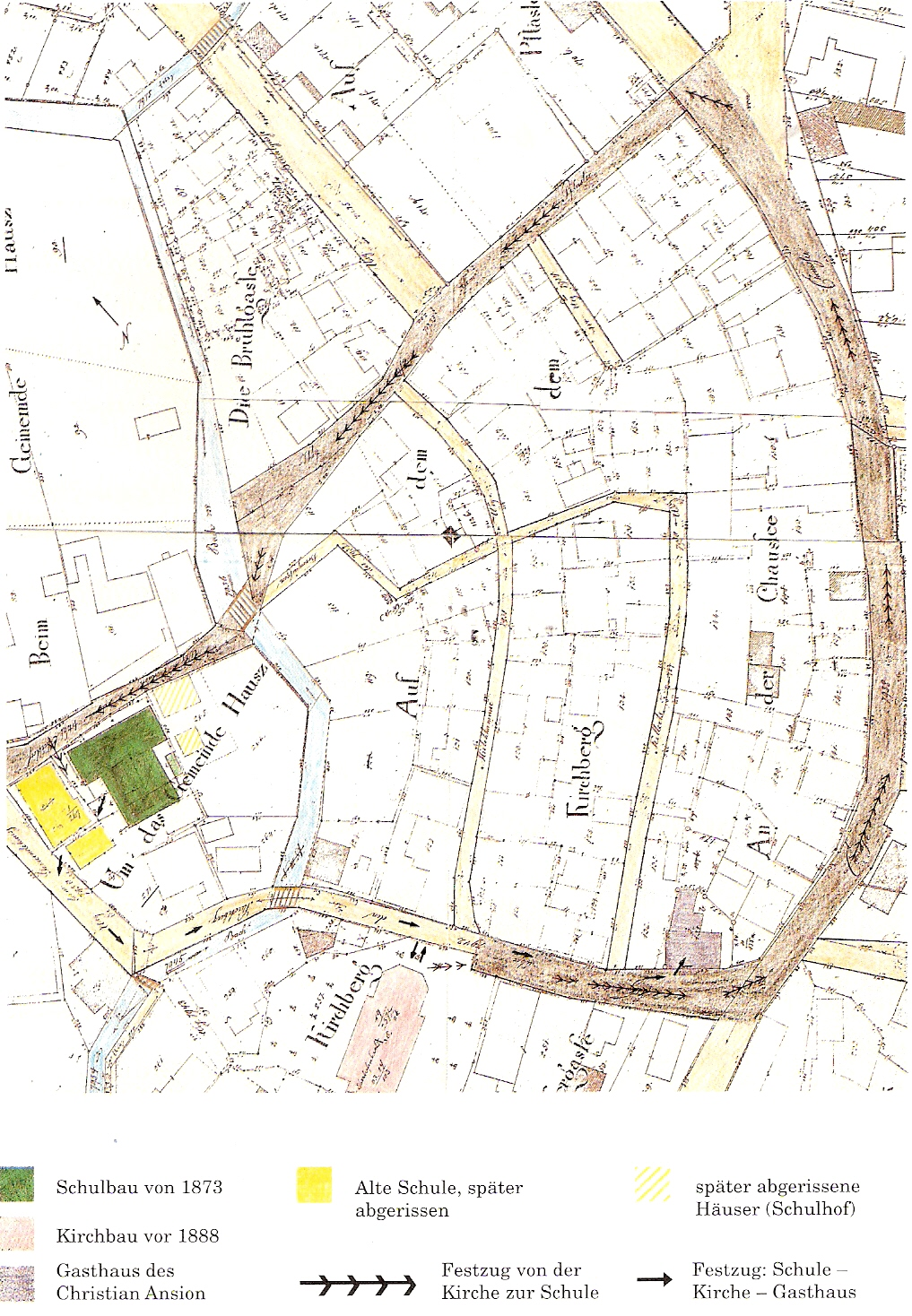
Festzug anlässlich der Einweihung des neuen Schulhauses 1873

Vor der Zeit des Dreißigjährigen Krieges gab es im Nassauer Land Schulen in den Städten, aber auch in einigen Dörfern. Obertiefenbach war einer dieser Orte, denn im Schatzungsregister dieser Gemeinde wurde bereits im Jahr 1617 ein Schulmeister Endres (Andreas Müller) als Grundbesitzer mit kleiner Viehwirtschaft aufgeführt. Auch auf einer 1614 gegossenen Kirchenglocke war ebenfalls der Name „Andreas Müller“ festgehalten. Erst etliche Jahre nach diesem verheerenden Krieg ist wieder ein Bezug zum Schulwesen vermerkt. Damals gingen nach dem Volksmund die Kinder „zum Schulmeister ins Pärrhaus“. Ein neues Gebäude wurde an der Stelle dieses im Jahr 1670 abgebrannten Hauses erbaut, welches der Vorgängerbau der jetzigen „Alten Schule“ war.
Bis zum Jahr 1822 stand nur ein Schulmeister für das Unterrichten der inzwischen 180 Schulkinder zur Verfügung. Eine zweite Schulstelle, die mit einem Lehrgehilfen besetzt wurde, löste das Problem nur zum Teil, denn es fehlte auch an einem zweiten Lehrsaal. Nachdem vorübergehend als Notlösung die zwei gebildeten Schulklassen abwechselnd von 5:00 Uhr bis 18:00 Uhr unterrichtet wurden, mietete man ein Zimmer in der Nachbarschaft an. Schließlich wurde im Folgejahr ein Gebäudeteil angebaut, der neben einem Gemeindebackhaus auch im oberen Geschoss einen zweiten Lehrsaal enthielt.
Die Anzahl der Schulkinder stieg stetig an, wodurch 1844 der Schulbetrieb auf drei Klassen mit zwei Lehrern erweitert wurde. Schließlich konnte eine Schülerzahl von 277 im Jahr 1863 verzeichnet werden. Nun wurden vier Lehrerstellen geschaffen, aber auch vier Schulsäle benötigt. In dieser Zeit zog man schließlich neben weiteren Maßnahmen auch den Neubau eines großen Schulgebäudes mit Lehrerwohnungen ernsthaft in Erwägung. Bürgermeister Johannes Schmitt erreichte durch die Abholzung von 53 Morgen des Gemeindewaldes „Heckholzhäuser Pfad“, dessen Buchenbestand vom Forstfiskus auf 25.900 Gulden geschätzt worden war, die erforderliche behördliche Genehmigung zu diesem Bauvorhaben.

### Einweihung des Schulgebäudes
Am 19. Juni 1872 legte Baumeister Petsch den Grundstein für den Schulneubau, und die Bauarbeiten gingen zügig voran. Schließlich besuchten die Schulkinder am Tag ihrer Herbstprüfung am 18. September 1873 letztmals die alte Schule. Die feierliche Einweihung des Neubaus erfolgte am 15. Oktober 1873 unter der Beteiligung vieler auch auswärtiger Gäste, unter denen sich auch 42 Lehrer befanden. Zuvor zog ein Festzug durch die Straßen des Ortes. Er begann von der damaligen Pfarrkirche und führte über den Kirchberg, die Chaussee (heute Hauptstraße) bis zum damaligen Kriegerdenkmal, dann auf das Pflaster (heute Steinbacher Straße) über die Brücke an der Paadsbach (Teil des Tiefenbachs) bis zum neuen Schulgelände. Dort fanden die Schlüsselübergabe und Einweihung mit gesanglicher Umrahmung statt. Der Umzug kehrte ins Gotteshaus zurück, in dem Koadjutor, Pfarrer Johannes Schräder, den Segen erteilte. Unter Marschmusik des Musikkorps bewegten sich die Teilnehmer wieder zum Schulneubau, um dort eine ausführliche Besichtigung vorzunehmen. Für das Schulgelände mussten die bisherige Schule und weitere benachbarte Gebäude weichen, damit die Baumaßnahmen durchgeführt werden konnten.

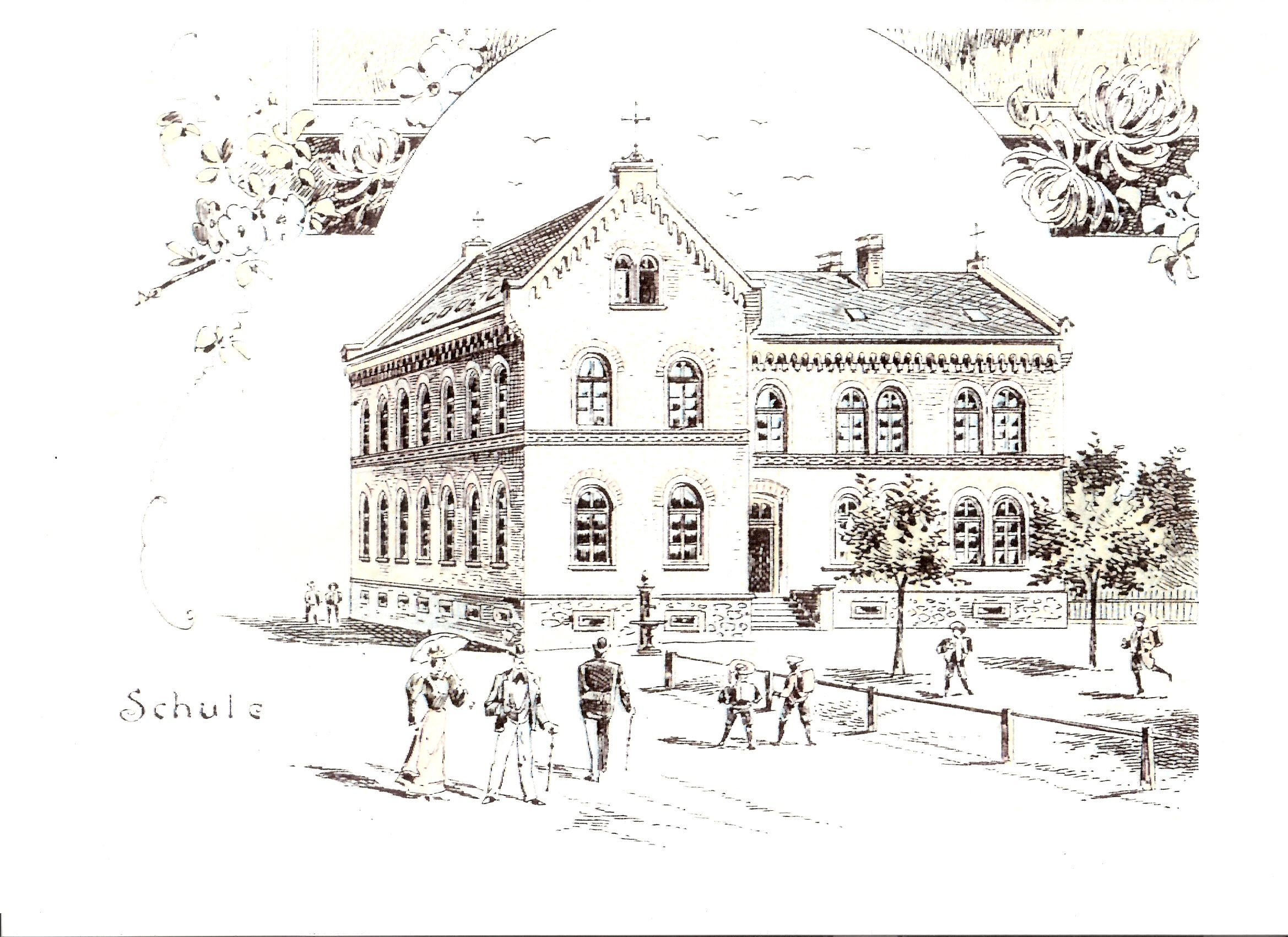
Volksschule um 1900

### Ende des Schulbetriebs
Mit Ablauf des Schuljahrs 1982/83 endete der Schulbetrieb in der Ortsmitte am 22. Juni 1983. Die Obertiefenbacher Schulkinder bezogen am 4. August 1983 mit den übrigen Beselicher Schülern die neu erbaute Grundschule Beselich in der Schupbacher Straße in Obertiefenbach.

### Umnutzung des Gebäudes mit Entdecken historischer Schriftstücke

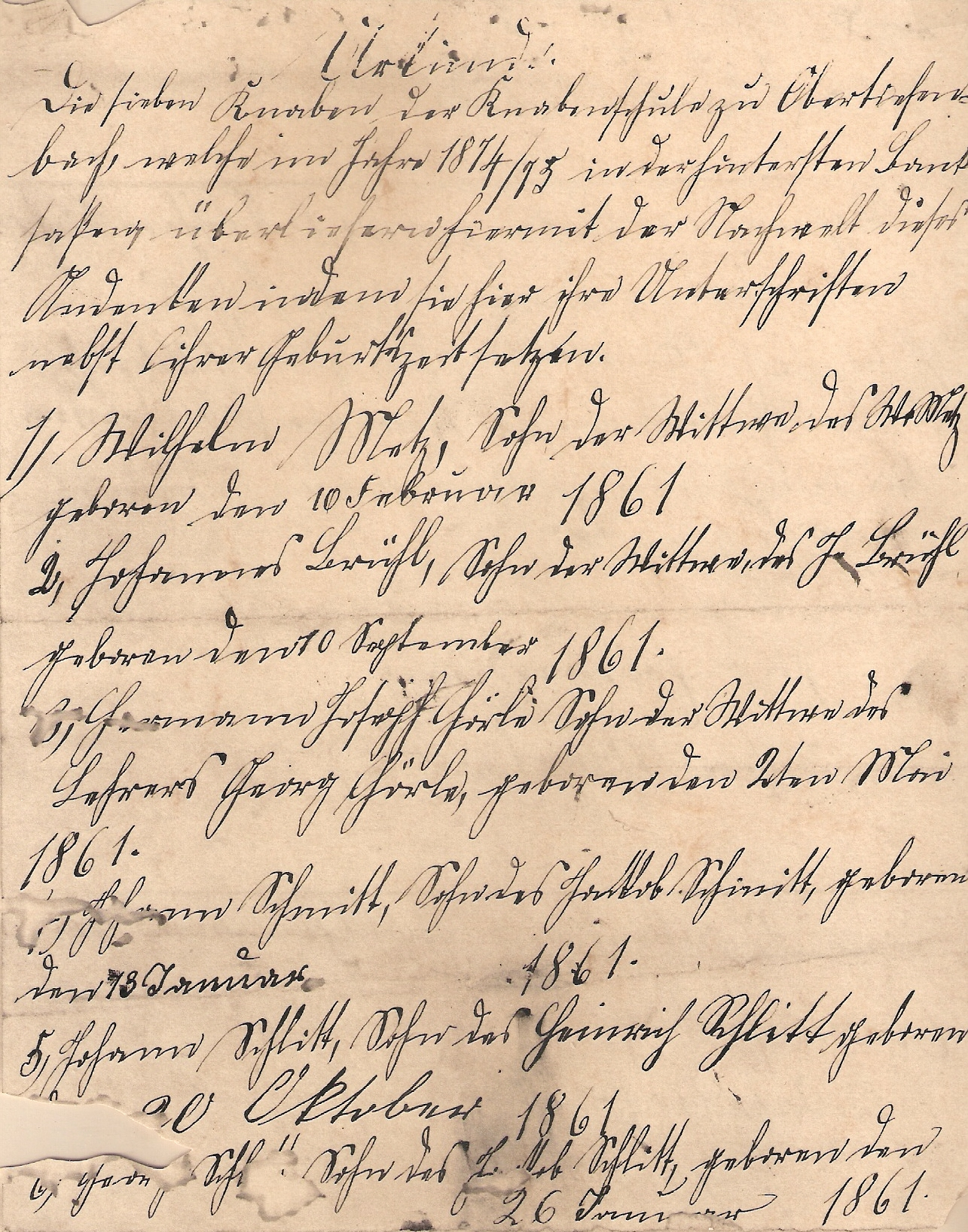
Urkunde als Bekenntnis zu Bischof Blum der „Sieben Knaben zu Obertiefenbach“ vom 16. Juni 1874

Zwei Jahre nach dem Ende des Schulbetriebs ergab sich eine neue Verwendung des leerstehenden großen Baudenkmals als Pfarrheim für die Katholische Kirchengemeinde, welche es am 3. Oktober 1985 erwarb. Während der umfangreichen ehrenamtlichen Umbau- und Renovierungsmaßnahmen wurden beim Entfernen der Wandtäfelung in einem Klassenraum alte Schriftstücke und weitere Gegenstände gefunden. Die Historikerin Marie-Luise Crone nahm diese Entdeckungen zum Anlass, Nachforschungen hierzu in dem 1994 erschienenen Buch „Die sieben Knaben zu Obertiefenbach − überliefern hiermit der Nachwelt dieses Andenken“ festzuhalten. In einer Urkunde hatten sieben Schuljungen ihr Bekenntnis als treue Anhänger der katholischen Kirche und ihres Limburger Bischofs Peter Joseph Blum in der Zeit des Kulturkampfes am 16. Juni 1874 festgehalten und darüber hinaus weitere Schriftstücke hinterlassen. Diese historischen Dokumente der Schüler geben dem Schulgebäude eine unverwechselbare geschichtliche Bedeutung.
Eigentümerin des mächtigen Baus ist nunmehr die Katholische Kirchengemeinde St. Ägidius, nachdem ihr Verwaltungsrat am 22. August 1985 den Erwerb von der Gemeinde Beselich beschlossen und die Gemeindevertretung am 26. August 1985 diesen genehmigt hatte. Nach Abschluss der jahrelangen größtenteils unentgeltlichen Arbeiten und der feierliche Einweihung durch den emeritierten Limburger Weihbischof Walther Kampe am 10. Februar 1989, an der auch Landrat Manfred Fluck teilnahm, ist es ein Pfarrheim mit großzügigen Räumlichkeiten.

## Heutige Nutzung

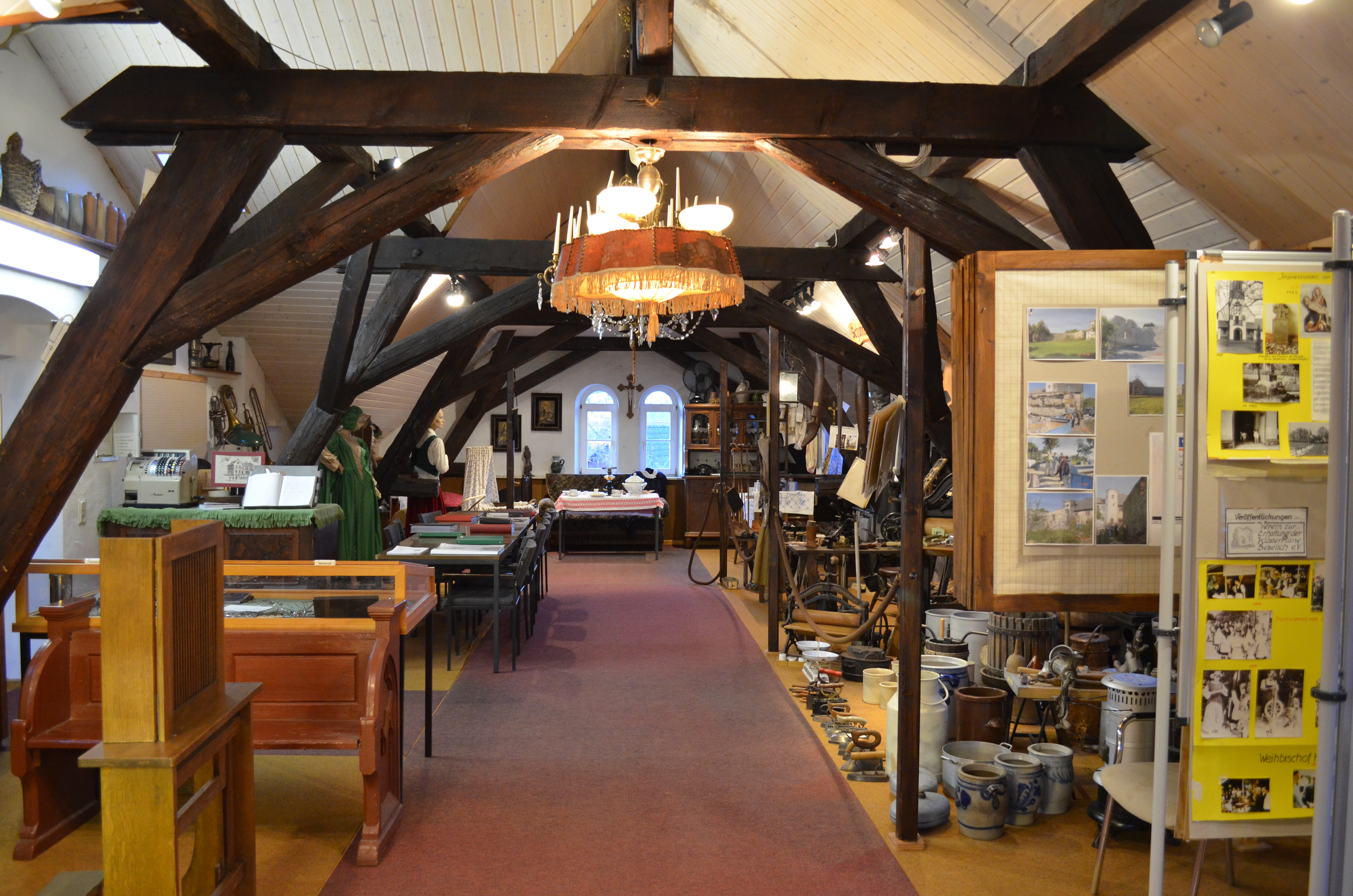
Die Heimatstube im Dachgeschoss

Im Erdgeschoss der Alten Schule stehen ein großer Versammlungssaal mit variabler Raumteilung, ein Sitzungszimmer und eine Küche zur Verfügung. Diese werden neben den Gruppen der Frauengemeinschaft und dem Männerwerk auch von Gemeindemitgliedern für Familienfeiern benutzt. Das Obergeschoss besteht aus zwei großen Räumen für die Jugend und den Kirchenchor sowie einem Gebäudeflügel für die katholisch-öffentliche Bücherei. Das 190 m² große Dachgeschoss wurde durch aktive Mitglieder des Katholischen Männerwerks innerhalb vier Jahren ausgebaut, so dass am 14. März 1998 feierlich die Obertiefenbacher Heimatstube eröffnet werden konnte. Dieses einzige Museum der Gemeinde mit heimatkundlichen Sammlungen zeigt eine Vielzahl von Dokumenten, Bildern und Gegenständen aus dem Leben in der dörflichen Struktur. So sind themenbezogen Ausstellungsbereiche geschaffen, die sowohl den früheren Haushalt, das Wohnen und die Schlafstätte zeigen als auch die berufstypischen Gegenstände und Werkzeuge sowie heimatliche Bodenschätze darstellen. Darüber hinaus sind Gegenstände aus religiösem Wirken, von Heimatvertriebenen sowie Darstellungen und Unterlagen zur Klosterruine Beselich vorhanden. Zum verstorbenen Ehrenbürger und ehemaligem Bundesminister Georg Leber befinden sich persönliche Urkunden und Dokumente in einer Glasvitrine, darunter die Ernennungsurkunde als Verteidigungsminister. Nach Abschluss umfangreicher Baumaßnahmen erfolgte 2019/20 an der Gebäuderückseite (früherer Schulhof) mittels einer Hebebühne ein barrierefreier Zugang zum Erdgeschoss. Mit der durchgeführten Optimierung des Brandschutzes ist das Pfarrheim seit Juni 2020 vollständig in allen Räumlichkeiten benutzbar.